# Diostracus maculatus
Diostracus maculatus är en tvåvingeart som beskrevs av Negrobov 1980. Diostracus maculatus ingår i släktet Diostracus och familjen styltflugor. Inga underarter finns listade i Catalogue of Life.